# آناپورنا (فیلم)
«آناپورنا» (انگلیسی: Annapurna) یک فیلم است که در سال ۱۹۶۰ منتشر شد.